# Homer s'engage
Homer s'engage (France) ou G.I. d'oh ! (Québec) (G.I. (Annoyed Grunt)) est le 5e épisode de la saison 18 de la série télévisée d'animation Les Simpson.

## Synopsis
Bart et Milhouse passent devant une boutique de chaussures tenue par l'adolescent boutonneux et la bande à Jimbo. Ils en profitent pour les malmener jusqu'à ce que le propriétaire leur laisse le magasin. En sortant, ils se font remarquer par deux recruteurs de l'armée qui passent à l'école afin de recruter des volontaires. Bart est séduit par cela et comme d'autres, il signe un contrat qui l'engagera à rejoindre l'armée quand il fêtera ses dix-huit ans. Mais Marge désapprouve sa décision et demande à Homer de résilier le contrat. Lorsqu'il se rend au centre de recrutement, Homer se fait enrôler dans l'armée avec Le professeur Frink et Cletus. Mais comme ses résultats sont faibles, il doit jouer le rôle de l'ennemi, ce qui lui déplaît fortement.